# Cheinitz
Cheinitz ist ein Ortsteil der Ortschaft Zethlingen und der Stadt Kalbe (Milde) im Altmarkkreis Salzwedel in Sachsen-Anhalt. 

## Geographie
Cheinitz, ein Rundplatzdorf mit Kirche ist als wendischer Rundling angelegt, der in dieser Form bis heute gut erhalten ist. Das Dorf liegt zwischen Apenburg, Zethlingen und Winterfeld in der Altmark an der Bundesstraße 71. Im Süden fließen die Untermilde (früher auch Obere Milde genannt) und der Moorgraben nach Osten in die Milde.

## Geschichte

### Mittelalter bis Neuzeit
Das Dorf Cheinitz wird erstmals 1370 urkundlich erwähnt als Markgraf Otto der Witwe des Busso von Alvensleben ein Leibgedinge in dem dorfe zu Cheinize verschreibt. Weitere Erwähnungen sind 1397 cheinitz, 1506 Chonitze, 1687 Cheinitz  und 1804 Cheinitz, Dorf mit einem Zimmermann. Die Familien von Alvensleben und die von der Schulenburg hatten hier Einkünfte.
Der Ort wurde noch um 1900 vom Postamt Kalbe betreut.
Nordwestlich des Dorfes an der Landesstraße 11 am Waldrand stand eine Abdeckerei. Noch im Jahre 1986 war dort der VEB Fleischkombinat Salzwedel Schlachthof, Notschlachtung Cheinitz aktiv. Das Gelände gehört heute zu Apenburg und wird als Sportplatz genutzt.

### Rundwall
Wilhelm Zahn zufolge könnte auf dem Wiesenterrain namens Borgstette 750 Meter südöstlich des Dorfes ein slawischer Rundwall gelegen haben. Auf Wüstungskarte 1680 ist die Stelle mit H. verzeichnet. Paul Grimm beschrieb 1958 die Borgstellen im ehemals versumpften Gelände 300 Meter östlich der Südostecke des Dorfes. Bereits vor der Separation war das Gelände als Langstreifenflur eingeteilt.

### Namensherkunft
Heinrich Sültmann deutet 1370 Cheinitze, 1506 Chonitze als wendisch, „goine, gain, gayn“ bedeutet „Gehölz, Hain“, in der gemeinsamen Bedeutung mit und „witze“ also „Haindorf“.

### Eingemeindungen
Ursprünglich gehörte das Dorf zum Arendseeischen Kreis der Mark Brandenburg in der Altmark. Zwischen 1807 und 1813 lag der Ort im Kanton Groß Apenburg auf dem Territorium des napoleonischen Königreichs Westphalen. Nach weiteren Änderungen gehörte die Gemeinde ab 1816 zum Landkreis Salzwedel.
Am 25. Juli 1952 wurde die Gemeinde in den Kreis Kalbe (Milde) umgegliedert. Am 1. August 1973 wurde Cheinitz in die Gemeinde Zethlingen eingemeindet. Am 1. Januar 2011 wurde der Ortsteil Cheinitz der neu gebildeten Ortschaft Zethlingen und der Stadt Kalbe (Milde) zugeordnet.

### Einwohnerentwicklung
| Jahr | Einwohner |
| ---- | --------- |
| 1734 | 119       |
| 1774 | 101       |
| 1789 | 089       |
| 1798 | 119       |
| 1801 | 093       |
| 1818 | 121       |
| 1840 | 117       |
| 1864 | 175       |

| Jahr | Einwohner |
| ---- | --------- |
| 1871 | 168       |
| 1885 | 193       |
| 1892 | [00]191   |
| 1895 | 194       |
| 1900 | [00]213   |
| 1905 | 211       |
| 1910 | [00]223   |
| 1925 | 217       |

| Jahr | Einwohner |
| ---- | --------- |
| 1939 | 203       |
| 1946 | 315       |
| 1964 | 249       |
| 1971 | 217       |
| 2015 | 097       |
| 2016 | 090       |
| 2017 | 092       |
| 2018 | 084       |

| Jahr | Einwohner |
| ---- | --------- |
| 2020 | [00]92    |
| 2021 | [00]93    |
| 2022 | [0]97     |
| 2023 | [0]90     |

Quelle, wenn nicht angegeben, bis 1971 und 2015 bis 2018

## Religion
Die evangelische Kirchengemeinde Cheinitz, die früher zur Pfarrei Zethlingen gehörte, wird heute betreut vom Pfarrbereich Kalbe-Kakerbeck im Kirchenkreis Salzwedel im Bischofssprengel Magdeburg der Evangelischen Kirche in Mitteldeutschland. Die ältesten überlieferten Kirchenbücher für Cheinitz stammen aus dem Jahre 1894, ältere Einträge sind bei Badel und Zethlingen zu finden.
Die katholischen Christen gehören zur Pfarrei St. Laurentius in Salzwedel im Dekanat Stendal im Bistum Magdeburg.

## Kultur und Sehenswürdigkeiten
- Die evangelische Dorfkirche Cheinitz ist ein im Kern mittelalterlicher (romanischer) Feldsteinsaal, der an der Südseite ein vermauertes Spitzbogenportal trägt. 1907 wurde ein quadratischer Westturm aus Backstein angebaut.[1] Portale und Rundbogenfenster stammen aus neuerer Zeit.
- Der Ortsfriedhof liegt im nördlichen Teil des Rundlings.

## Wirtschaft und Infrastruktur
Es gibt einen Fahrzeughändler im Ort und etliche Windkraftanlagen einer Bremer Firma.

## Sage aus Cheinitz
Aus der mündlichen Überlieferung berichten Kuhn und Schwartz im Jahre 1848 in einer Sage über eine Laus, die rechts des Weges von Apenburg und Cheinitz auf dem jetzt mit Tannen bewachsenen Lüsberg in Ketten gelegen habe. Sie sei zu einem benachbarten Teich zum Saufen gangen. Die Sage ähnelt der von der „Goldenen Laus“ in Bismark (Altmark).
Hanns H. F. Schmidt verlegt die Sage nördlich von Cheinitz auf den Badeler Berg, damals Baadelscher Berg genannt. Dort stand noch 1850 eine Fichte, die sehr krumm nach entgegengesetzten Seiten gewachsen war. Der Sage nach waren dort eine Laus und ein Floh festgemacht worden. Die riesigen Insekten zogen und zerrten nach entgegengesetzten Seiten, um die Menschen zu erreichen, daher wuchs der Baum nicht gerade.